# Andrographis atropurpurea
Andrographis atropurpurea är en akantusväxtart som först beskrevs av August Wilhelm Dennstedt, och fick sitt nu gällande namn av A. Alston. Andrographis atropurpurea ingår i släktet Andrographis och familjen akantusväxter. Inga underarter finns listade i Catalogue of Life.

## Bildgalleri

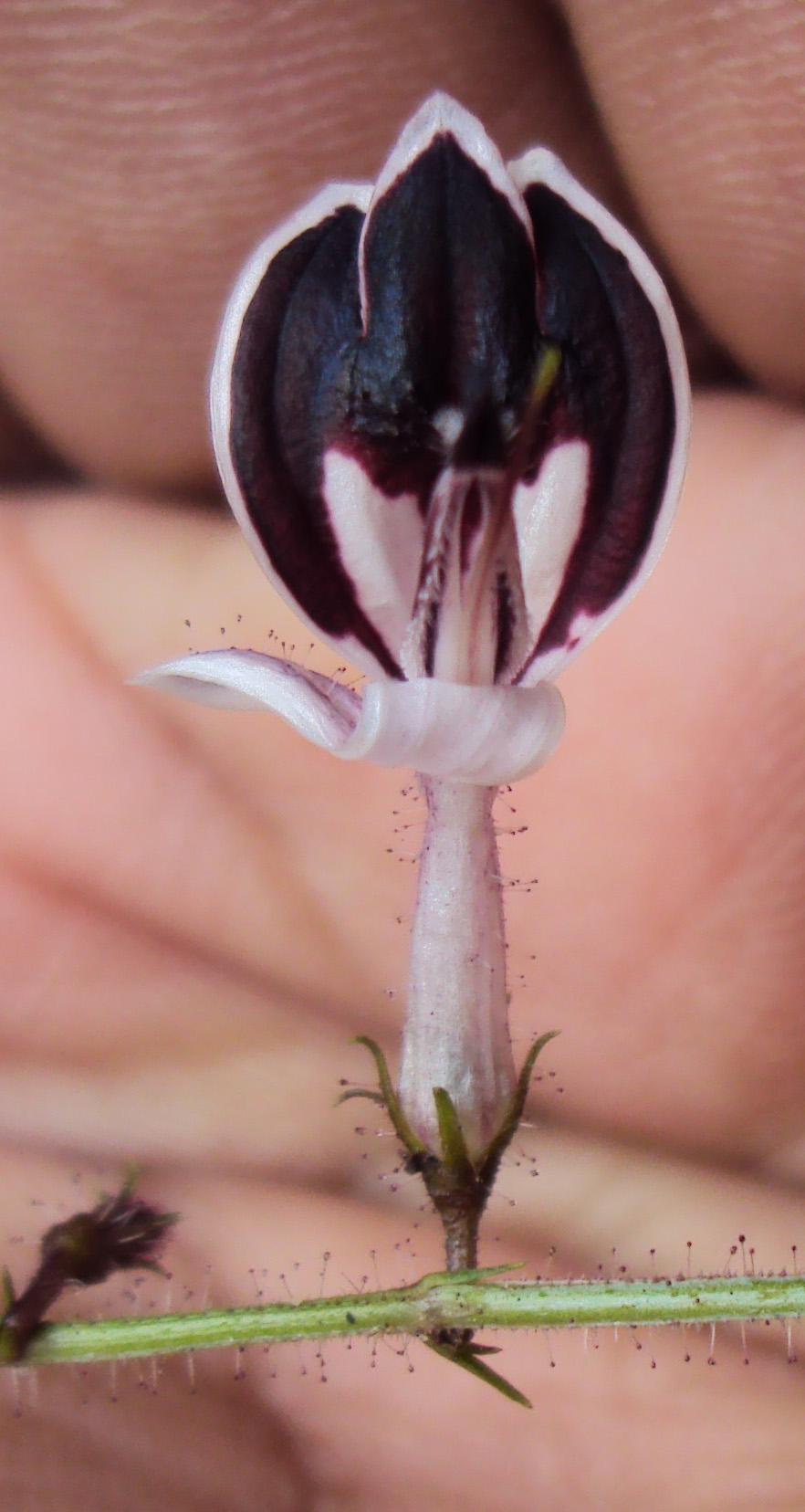
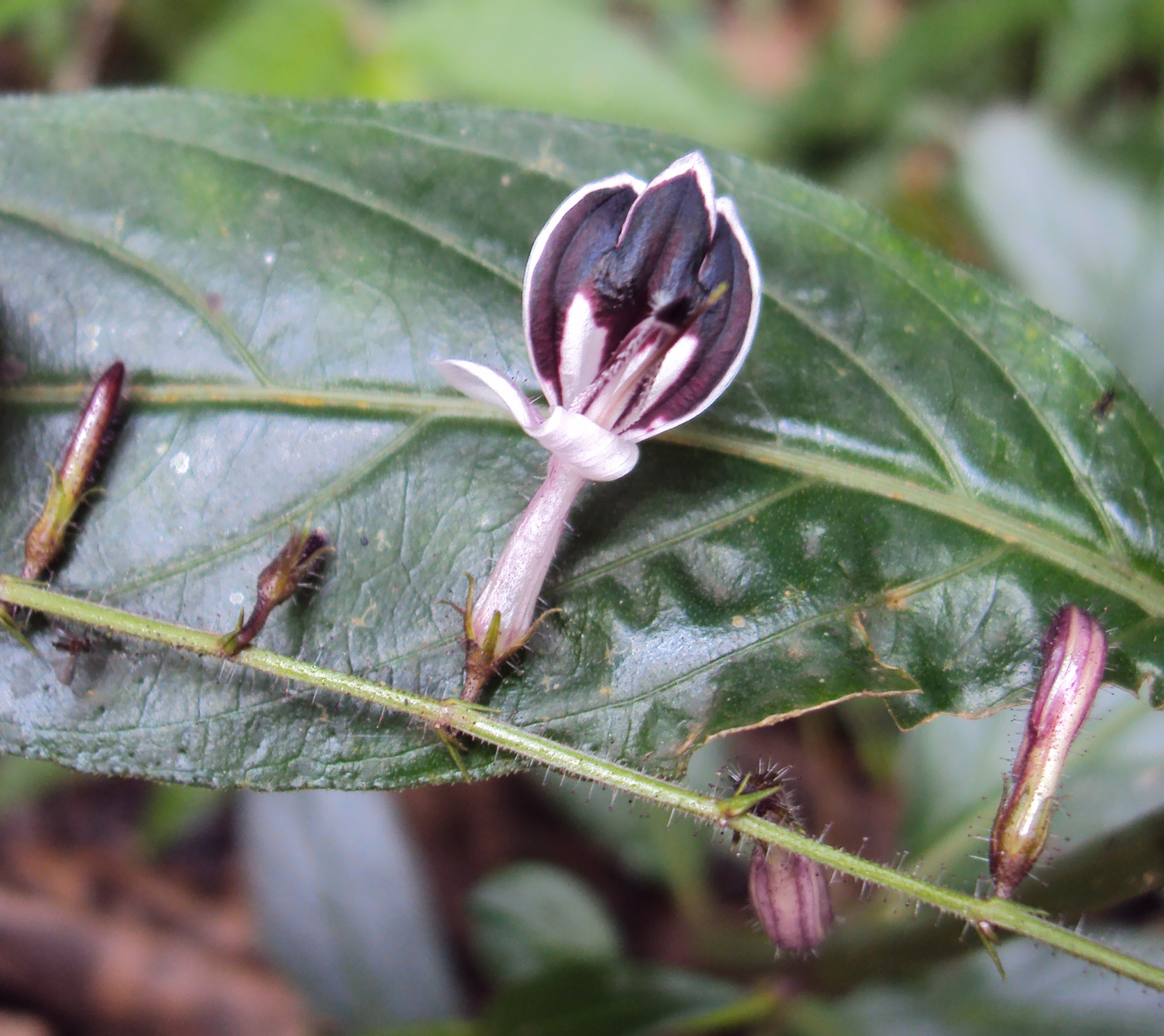
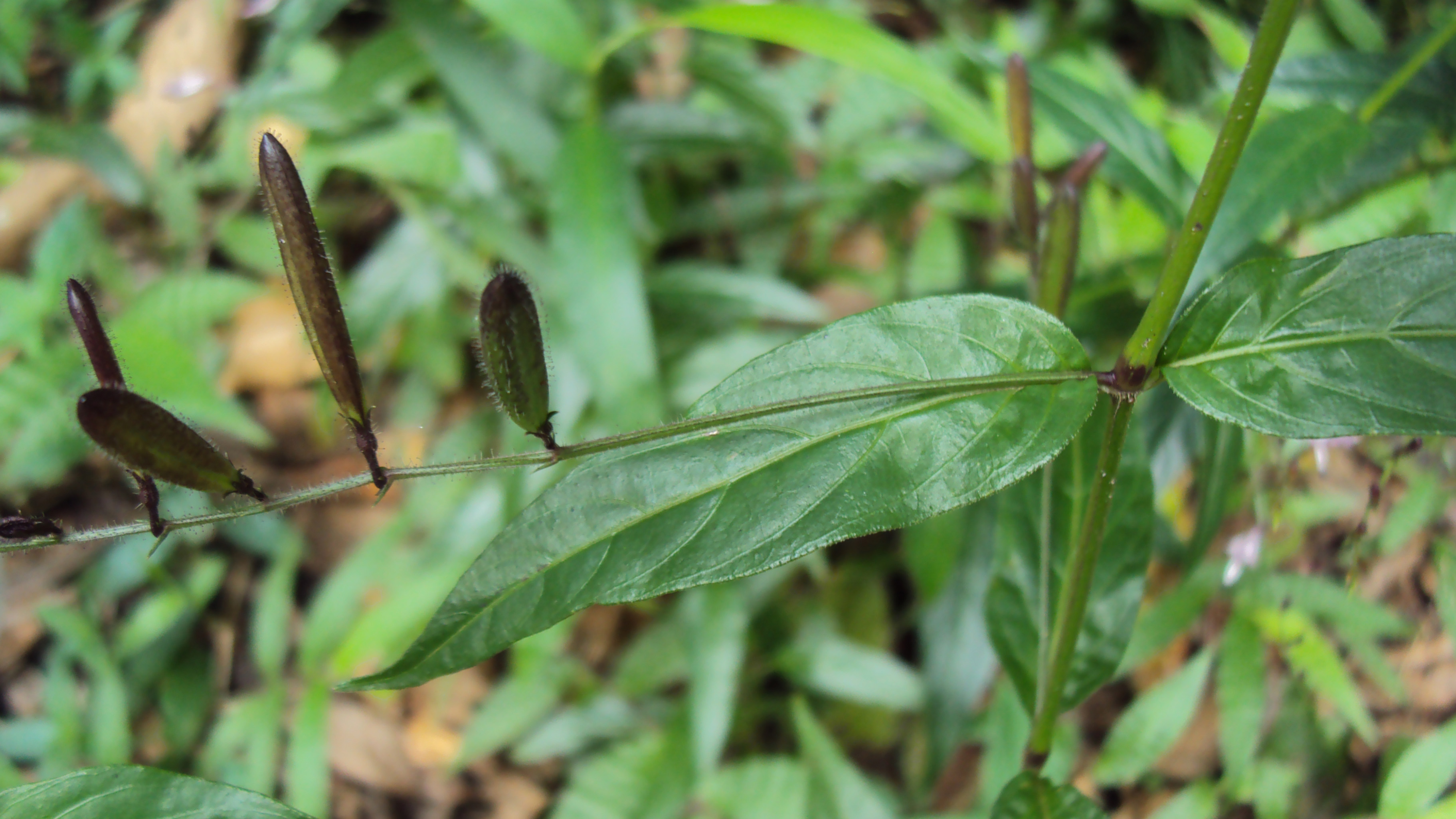